# Naira Agababean
Naira Dilanovna Agababean (n. 19 ianuarie 1951, sovhozul Biisk, regiunea Altai, Federația Rusă) este o șahistă moldoveancă de origine rusă, multiplă campioană a RSSM și Maestru internațional la șah.

## Biografie
A studiat la Universitatea de Stat din Erevan (1973), Facultatea Matematică. Acolo obține primele succese: titlul de Campioană a Armeniei la senioare în 1970, 1971 și 1972, campioană a Azerbaijanului la senioare în 1974. În același an se transferă la Institutul de Matematică al Academiei de Științe a RSSM, se căsătorește cu șahistul Tudor Scripcenco, iar în 1976 în familia lor se naște o fetiță, viitoarea campioană mondială la șah Almira Scripcenco, stabilită în Franța.
Naira participă la edițiile Spartachiadei Popoarelor URSS în anii 1971, 1975, 1979 și 1983. În 1979, evoluează în componența echipei de șah feminin a RSSM. Participă la olimpiada mondială de șah din Manila (1992), Moscova (1994) și Erevan (1996). A devenit de 8 ori campioană a RSSM, iar mai apoi a Republicii Moldova (1977, 1980, 1981, 1982, 1983, 1984, 1994, 1996). I-a fost conferit, în 1994, la Moscova, titlul de Maestru internațional în șah. Din 1992, antrenează echipa olimpică feminină a Moldovei.
Este prima femeie cărei i s-a oferit titlul de Antrenor Emerit al Moldovei la Șah. Este membră a Prezidiului Federației de Șah a Moldovei. În 2002 i s-a acordat distincția de stat „Meritul Civic”.

## Premii și distincții
- Titlul Antrenor Emerit al Moldovei la Șah[3]
- Maestru internațional în șah (1994, Moscova)[3]
- Medalia „Meritul Civic” (2002)[4]